# Musée Fragonard de l'École vétérinaire de Maisons-Alfort
Pour les articles homonymes, voir Fragonard et Musée Fragonard.

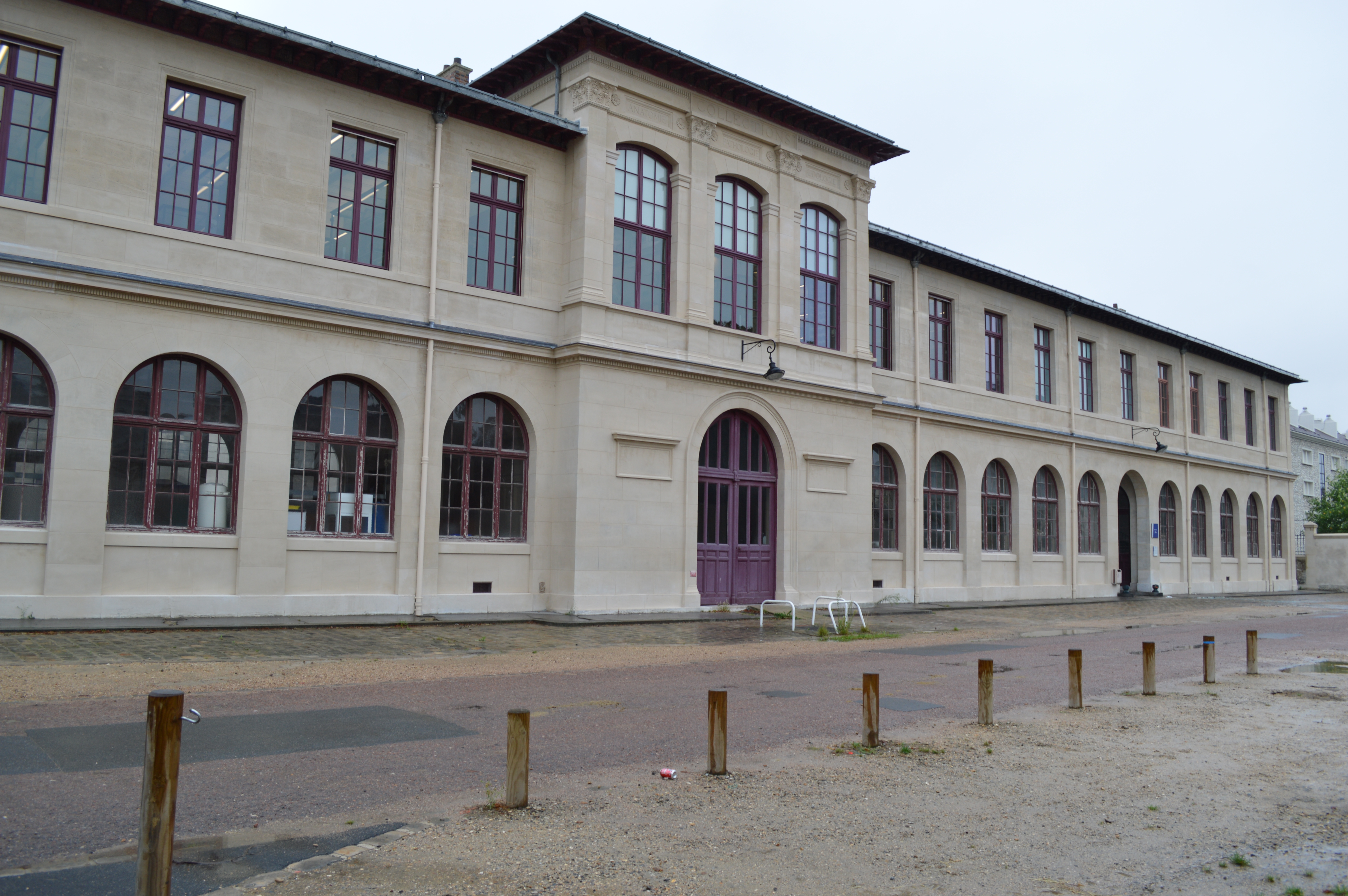
Le bâtiment du musée Fragonard

Le musée Fragonard rassemble les collections de l’École nationale vétérinaire d'Alfort située à Maisons-Alfort. Il est dédié à l'anatomiste Honoré Fragonard et a pris le nom de musée Fragonard de l’École vétérinaire de Maisons-Alfort à l’occasion de sa réouverture le 1er novembre 2008.
Cette école prestigieuse s’est installée en 1766 au château d’Alfort. Elle détient le titre de la deuxième école vétérinaire au monde après celle de Lyon, fondée à peine quatre ans auparavant par Claude Bourgelat, écuyer du roi Louis XV.

## Les trois musées d’Alfort
Le "Cabinet du Roy", qui deviendra plus tard le musée de l’École, fut créé l’année même de l’ouverture de l’École vétérinaire d’Alfort, en 1766. Dès sa création, le cabinet d’Alfort poursuit une double vocation : rassembler des préparations à visée éducative pour les étudiants de l’École et recueillir les pièces extraordinaires destinées à impressionner le public, suivant en cela la mode des cabinets de curiosités du XVIIIe siècle. Composé alors essentiellement de pièces et cadavres d'animaux, il avait quelques cadavres humains, parfois issus d'un trafic particulier. Cette collection faisait l'objet de débats entre les savants partisans de l'anatomie naturelle (préservation du corps disséqué et desséché) et de l'anatomie superficielle (cires anatomiques, corps moulés en plâtre, écorchés). Ce cabinet, célèbre dans l’Europe tout entière, offrait donc une collection ouverte au public et aux « étrangers » qui pouvaient y être amenés en visite par les « Suisses » chargés de sa surveillance. Il constitue même un des plus anciens musées de France : plus ancien que le musée du Louvre ou que le Muséum national d'histoire naturelle, qui datent de la Révolution.
Déplacé une première fois en 1828, le musée originel prit le nom de « cabinet des collections » (1828 - 1902). Les enseignants venaient y prélever des pièces qu’ils utilisaient pour illustrer leurs cours. L’accumulation des spécimens transforma progressivement cette collection en un capharnaüm peu propice à l’étude. Aussi fut-il décidé en 1882 de créer un troisième musée, structuré par et pour l’enseignement.

Les bâtiments qui accueillent le musée actuel ont été achevés en 1901. Il ouvre en 1902 en prenant le nom de « musée » et les pièces anatomiques y ont pris place en 1903, dans un cadre muséologique typique de la fin du XIXe siècle.

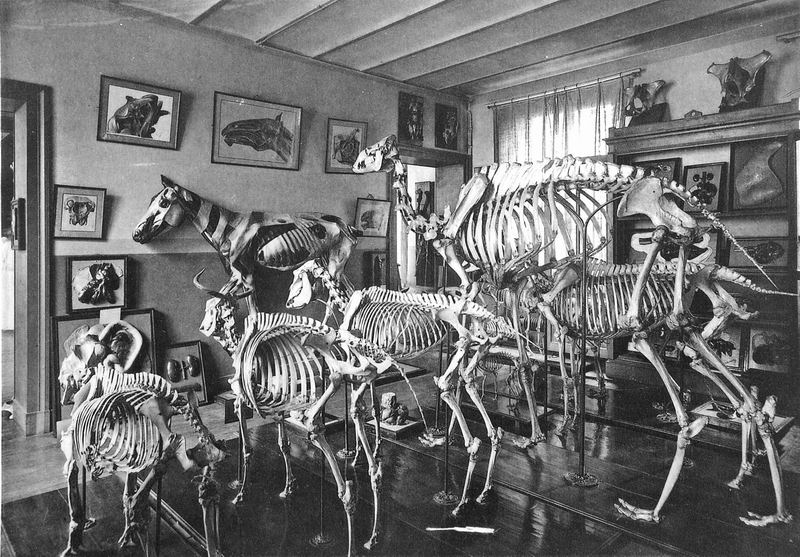
Le cabinet des collections, en 1900, peu avant son transfert.

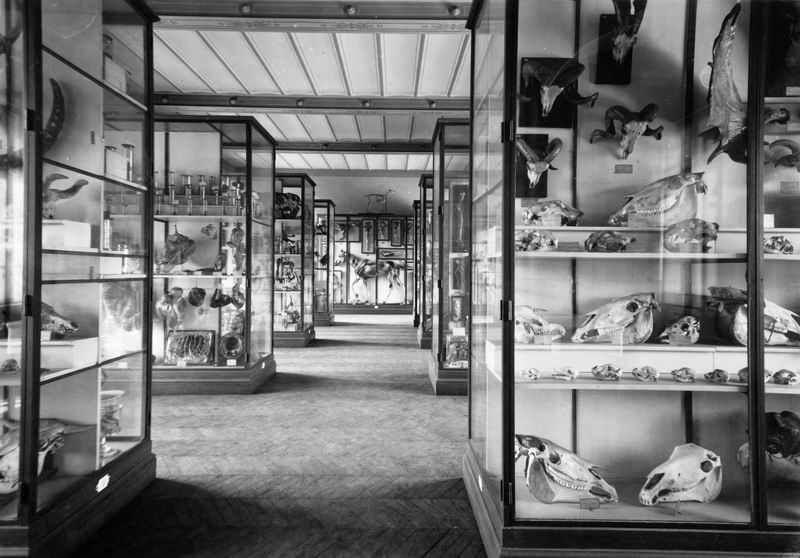
La première salle du musée en 1920.

La nouvelle organisation des collections recherchait une visée pédagogique. Jusqu’au milieu du XXe siècle, les étudiants venaient y apprendre leurs leçons, découvrir l’anatomie et les lésions provoquées par les grandes maladies animales mais dès les années 1920, les étudiants se firent de plus en plus rares et son ouverture fut réservée aux visiteurs de marque. Cet aspect unique a été volontairement conservé, comme le témoignage unique de temps révolus. On représente un peu ici un musée de musée.

## Les quatre salles du musée

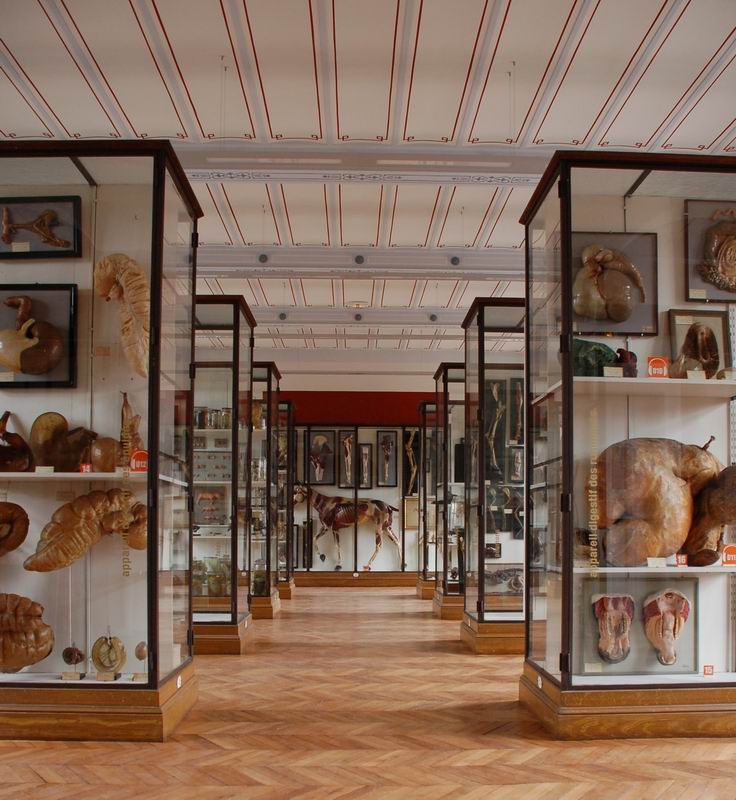
La première salle du musée en 2009, après rénovation.

La première est consacrée à l’anatomie comparée. L’ordonnancement des vitrines, typique de la fin du XIXe siècle, suit un plan thématique. Chaque vitrine présente un organe ou un appareil anatomique décliné chez les principales espèces domestiques. L’objectif était d’utiliser le jeu de l’anatomie comparée pour faciliter la mémorisation des très nombreuses variations observables d’une espèce à l’autre.
Le vétérinaire est souvent confronté, dans son exercice professionnel, à plusieurs espèces et cela lui impose de mémoriser les différences en matière d’anatomie, de physiologie et de pathologie lui permettant de fonder sa pratique. Dans la première salle se trouve également une importante collection de monstres animaux, non que l’on ait voulu créer une galerie des horreurs, mais simplement parce que le vétérinaire doit être capable de reconnaître et de s’adapter aux difficultés en matière d’obstétrique.
La seconde salle recèle une importante collection de squelettes, un magnifique buste de pur-sang datant de 1828 et dû à Jacques-Nicolas Brunot et une collection de modèles anatomiques de Louis Auzoux. Les hautes vitrines disposées contre les murs de cette salle sont remplies de mâchoires servant à apprendre à identifier l’âge des animaux par l’usure dentaire, et une vitrine consacrée aux lésions dentaires.
La troisième salle est consacrée à la pathologie… mais une pathologie ancienne, typique du  XXe siècle. On y trouve d’impressionnantes lésions osseuses qui témoignent des tourments des chevaux et bovins, alors bêtes de somme de grande valeur et devant œuvrer jusqu’à ce qu’ils succombent à la maladie. Une vitrine présente plusieurs centaines de calculs issus essentiellement des segments digestifs de grandes espèces. Des moulages en cire nous rappellent que les maladies animales sont souvent transmissibles à l’homme. Parmi elles, la tuberculose tient une large part ; cette maladie toujours invaincue fut probablement la plus meurtrière, aussi bien chez les animaux que chez l’homme.

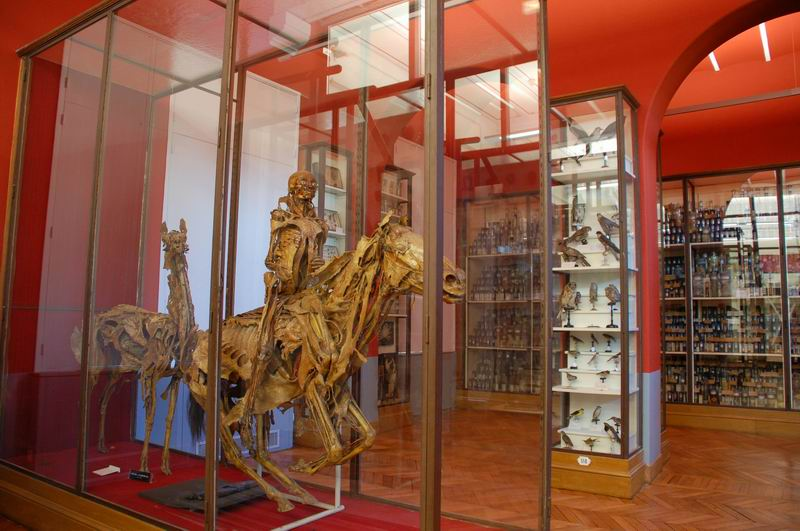
Le cavalier de l'Apocalypse, dans le cabinet de curiosités.

La dernière salle est le cabinet de curiosités, tout droit issu du siècle des Lumières et contient notamment les Écorchés d’Honoré Fragonard, datés de 1766 à 1771. Ses pièces les plus célèbres sont « L'Homme à la mandibule », le « Groupe de fœtus humains dansant la gigue » et surtout « Le cavalier de l'Apocalypse » qui tenait autrefois dans sa main gauche des rênes de velours bleu qui passaient entre les mâchoires du cheval, et un fouet dans sa main droite. Une légende colportée par le naturaliste suédois Karl Asmund Rudolphi veut que ce cavalier soit en fait une cavalière, la « fiancée de Fragonard », légende reprise dans la littérature. Honoré Fragonard a probablement modelé ce cavalier, qui est un adolescent d’une douzaine d’années, d'après une gravure d'Albrecht Dürer, Les Quatre Cavaliers de l'Apocalypse. 
  
Les corps de ces écorchés sont momifiés, les artères et les veines sont injectées au suif de mouton teinté (artère teintée de rouge vermillon, à base d'un sel de mercure alors que le contenu des veines est marron, non pigmenté) puis peintes, les yeux sont conservés et gonflés ou sont artificiels en porcelaine.
À l'époque de Fragonard, les corps étaient également vernis avec de la résine de mélèze, pour être protégés des attaques de larves de dermeste. Ce même vernis était sans doute également utilisé par Jean-Honoré Fragonard pour enduire ses tableaux.

## Le musée aujourd’hui
Ouvert au public depuis 1991, le musée Fragonard rassemble plus de 4 200 pièces présentées dans un cadre muséographique restauré. Cette restauration a eu lieu en 2007 et 2008 et visait à redonner au musée son lustre d’antan. Toutes les fenêtres ont été changées, les murs ont été repeints avec les chaudes couleurs qui les couvraient en 1902 et qui avaient été dissimulées au cours du XXe siècle sous une épaisse couche de peinture blanche. Les décors qui ornaient les plafonds ont été remis en place. L’ensemble constitue un formidable témoignage de ce qu’était le musée d’un établissement prestigieux au début du XXe siècle.
Le musée a obtenu en 2006 l’appellation "Musée de France". Il est la seule collection universitaire à avoir intégré, seule, sans collectivité territoriale associée, la famille des "Musées de France". C’est également le seul musée national sous tutelle du Ministère de l’alimentation, de l’agriculture et de la pêche.

## Les contributeurs
- Honoré Fragonard, premier directeur et premier professeur d’anatomie de l’École Royale de Paris,
- Philibert Chabert, directeur,
- Pierre Flandrin, anatomiste,
- Gabriel-Constant Colin, anatomiste puis physiologiste,
- Armand Goubaux, anatomiste et directeur,
- Eugène Petitcolin, préparateur,
- Gustave Barrier, anatomiste et directeur,
- André Richir, préparateur.

## Visiter le musée
Le musée est ouvert au public les mercredi, jeudi, samedi et  dimanche de 14h à 18h. 
Depuis sa rénovation en 2008, le musée est visité chaque année par un peu moins de 10 000 visiteurs, dont 20 % d’étrangers[réf. nécessaire].